# ウィリアム・プランケット (第5代プランケット男爵)
第5代プランケット男爵ウィリアム・リー・プランケット（英語: William Lee Plunket, 5th Baron Plunket, GCMG, GCVO, KBE、1864年12月19日 - 1920年1月24日）は、イギリスの貴族、政治家。1904年から1910年にかけてニュージーランド総督を務めた。

## 経歴
1864年12月19日、第4代プランケット男爵ウィリアム・プランケットとその妻アン・リー・プランケット（旧姓ギネス。初代準男爵ベンジャミン・ギネスの娘）の間の長男として生まれる。
ハーロー校を経てダブリン大学トリニティ・カレッジを卒業。
1897年4月に父の死により爵位を継承し、貴族院議員に列した。1904年から1910年にかけてニュージーランド総督を務めた。トラビー・キングの初期の活動を支援してプランケット協会として自分の名前を使うことを許した。またクリケットのチームプランケット・シールド創設のために寄付をした。
1920年1月24日に死去。爵位は息子のテレンス・プランケットが継承した。

## 栄典

### 爵位
1897年4月1日の父ウィリアム・プランケットの死去により以下の爵位を継承した。
- コーク県におけるニュートンの初代プランケット男爵 (1st Baron Plunket of Newton, in the County of Cork)
(1827年5月1日の勅許状による連合王国貴族爵位)

### 勲章
- 1900年、ロイヤル・ヴィクトリア勲章コマンダー(CVO)
- 1903年、ロイヤル・ヴィクトリア勲章ナイト・コマンダー(KCVO)
- 1905年、聖マイケル・聖ジョージ勲章ナイト・コマンダー(KCMG)
- 1910年、聖マイケル・聖ジョージ勲章ナイト・グランド・クロス(GCMG)

## 家族
1894年6月4日、初代ダファリン侯爵フレデリック・ハミルトン＝テンプル＝ブラックウッドの娘ヴィクトリア・アレクサンドリア・ハミルトン＝テンプル＝ブラックウッド(Victoria Alexandrina Hamilton-Temple-Blackwood, 1873–1968)と結婚。彼女との間に以下の8子を儲けた。
- 第1子(長女)ヘレン・セシル・オリーヴ・プランケット (Helen Cecil Olive Plunket, 1895-1968)
- 第2子(次女)アイリーン・ハーマイオニー・プランケット (Eileen Hermione Plunket, 1896-1966)
- 第3子(三女)モイラ・ヴァイオレット・マリア・プランケット (Moira Violet Maria Plunket, 1897-1987)
- 第4子(長男)テレンス・カニンガム・プランケット（英語版） (Terence Conyngham Plunket, 1899-1938) - 6代プランケット男爵を継承
- 第5子(四女)ジョイス・ラリン・プランケット (Joyce Laline Plunket, 1901-1973)
- 第6子(次男)ブリンドスリー・シェリダン・ブッシュ・プランケット (Brindsley Sheridan Bushe Plunket, 1903-1941) - 第二次世界大戦で戦死
- 第7子(五女)エスネ・ヴィクトリア・マネネ・プランケット (Ethne Victoria Manene Plunket, 1907-1919)
- 第8子(三男)デニス・キワ・プランケット (Denis Kiwa Plunket, 1909-1970)